# Rachel Treweek

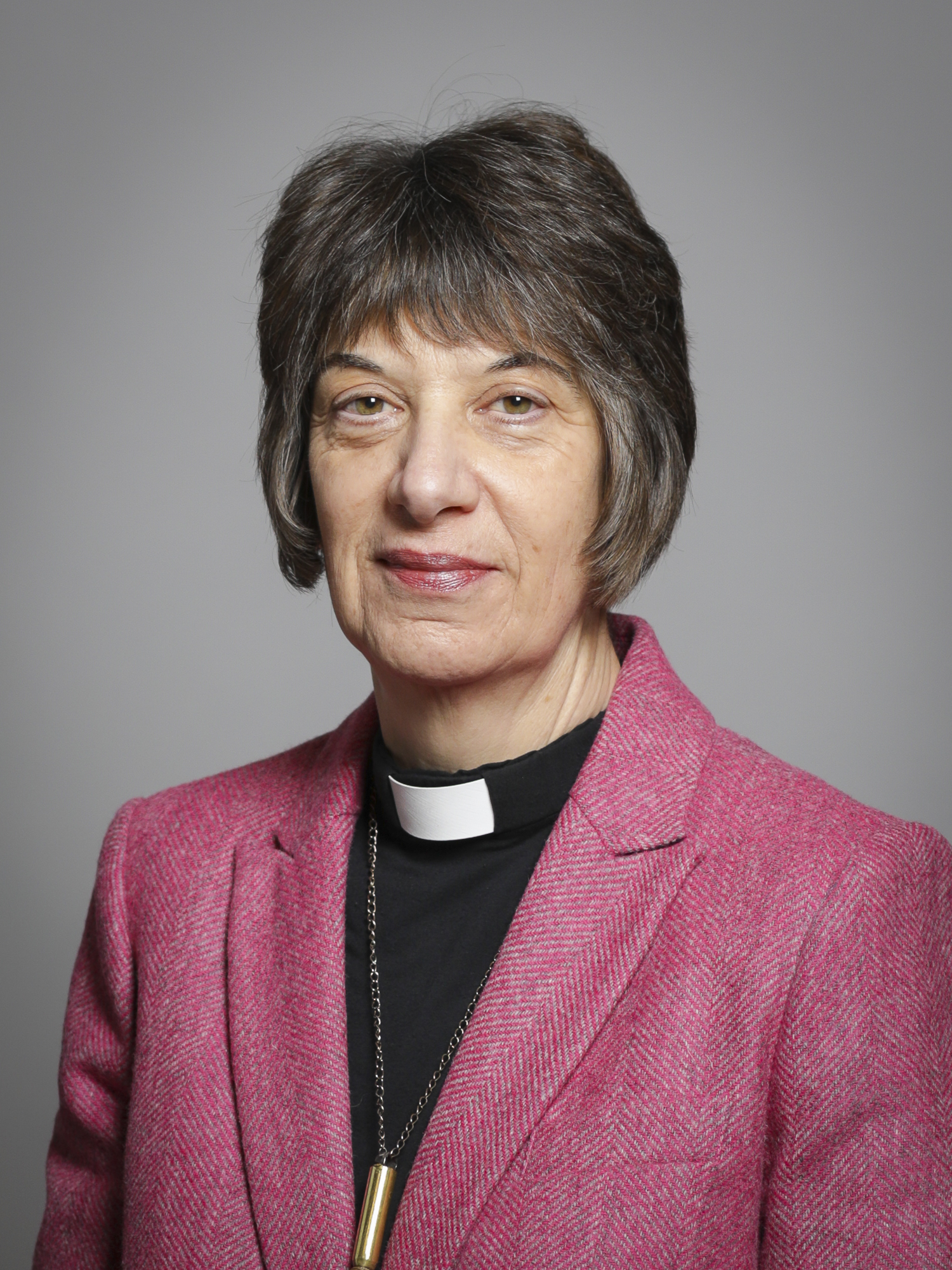
Rachel Treweek, 2019

Rachel Treweek geborene Rachel Montgomery (* 4. Februar 1963) ist eine britische anglikanische Theologin. Am 26. März 2015 wurde sie zur Bischöfin von Gloucester ernannt. Sie war die erste Diözesanbischöfin in der Church of England.

## Leben
Treweek wurde als Rachel Montgomery geboren. Sie wuchs in der Grafschaft Hertfordshire auf und besuchte die Broxbourne School, eine staatliche Schule, in Broxbourne in der Hertfordshire. Sie studierte an der University of Reading, wo sie 1984 mit einem Bachelor of Arts (BA) in den Fächern Sprachwissenschaft und Logopädie (Linguistics and Language Pathology) abschloss.
Treweek arbeitete als Sprachtherapeutin und Logopädin beim National Health Service (NHS). Außerdem war sie am Royal Free Hospital in der Kinder- und Jugendpsychiatrie im „Child Development Team“ tätig. Während ihrer Tätigkeit als Sprachtherapeutin und Logopädin absolvierte sie am Institute of Family Therapy außerdem eine Ausbildung zur Familientherapeutin. Nach sechs Jahren Berufstätigkeit gab Treweek ihren erlernten Job auf, um Theologin zu werden.
Zur Vorbereitung auf ihr Priesteramt besuchte sie das Wycliffe Hall Theological College, ein theologisches College der Anglikanischen Kirche, in Oxford. 1994 wurde sie zur Diakonin geweiht; 1995 folgte ihre Priesterweihe. Ihre Priesterlaufbahn begann sie von 1994 bis 1997 als Vikarin (Curate) an der St George and All Saints Church in Tufnell Park, in London in der Diözese von London. Anschließend war sie dort von 1997 bis 1999 als Pfarrerin tätig, mit der offiziellen Amtsbezeichnung eines „Associate Vicar“. Von 1999 bis 2006 war sie Pfarrerin (Vicar) an der St. James the Less Church in Bethnal Green in London. Gleichzeitig war sie als sog. „Continuing Ministerial Education Officer“ für die Priesterausbildung im Kirchenbezirk Stepney der Diözese von London verantwortlich.
2006 wurde Treweek Archidiakonin (Archdeacon; Vorsteherin eines Kirchensprengels; dt.: Erzdiakonin) von Northolt (Archideacon of Northolt); sie gehörte somit zu den sechs Archidiakonen der Diözese von London. Dieses Amt hatte sie bis 2011 inne. Im Mai 2011 wurde sie Archidiakonin von Hackney (Archdeacon of Hackney) und im Juli 2011 für dieses Amt geweiht.
Im September 2013 wurde Treweek als eine der acht sogenannten „teilnehmenden Beobachter“ („participant observers“) im House of Bishops gewählt, sie vertritt die Region South East of England. Bei den Beobachterinnen handelt es sich um Kirchenfrauen der Anglikanischen Kirche in leitender Funktion, die an den Versammlungen des House of Bishops teilnehmen, bis insgesamt sechs Bischöfinnen der Anglikanischen Kirche ernannt worden sind. Am 9. Dezember 2013 nahm Treweek erstmals an einem Treffen des House of Bishops in York teil.
Am 26. März 2015 wurde Treweeks Ernennung zur 41. Bischöfin von Gloucester bekanntgegeben. Sie wird damit Nachfolgerin von Michael Francis Perham, der im November 2014 in den Ruhestand getreten war. Zuvor waren mit Libby Lane als Suffraganbischöfin von Stockport und Alison White als Suffraganbischöfin von Hull in der Church of England bereits zwei Frauen zu Bischöfinnen ernannt worden; Treeweek war jedoch die erste Frau, die jemals Diözesanbischöfin in der Church of England wurde. Die zweite Dözesanbischöfin der Church of England ist mittlerweile Christine Hardman, die Bischöfin von Newcastle. Treweek ist außerdem die erste Bischöfin in der Kirchenprovinz Canterbury.
Nach ihrer Bischofsweihe wurde Treweek am 7. September 2015 die erste Bischöfin, die als Lord Spiritual (Geistlicher Lord) einen Sitz im House of Lords erhielt. Ihre Aufnahme in das Oberhaus, kurz nachdem sie zur Bischöfin von Gloucester ernannt wurde, verdankt sie dabei einer Gesetzesänderung, die weibliche Bischöfe bei der Aufnahme in das House of Lords gegenüber männlichen Kollegen mit einer höheren Seniorität bevorzugt. Am 26. Oktober 2015 wurde sie, mit Unterstützung von Justin Welby, dem Erzbischof von Canterbury, und Richard Chartres, dem Bischof von London, offiziell in ihr Amt im House of Lords eingeführt und legte anschließend den Treueeid ab.
Treweek engagiert sich politisch für die Arbeit von ALMA (The Angola, London and Mozambique Association). Sie ist Vize-Präsidentin (Vice Chair) der ALMA Strategy Group und Vorsitzende (Chair) des Finanz- und des Projektunterausschusses (Finance and Projects sub-committee). Ihr Engagement geht zurück auf ein Praktikum, das sie 1994 in Südafrika absolvierte und wo sie die Arbeit von ALMA kennengelernt hatte.

## Persönliches
Treweek ist seit 2006 mit ihrem Ehemann Revd Guy Treweek verheiratet. Guy Treweek ist Priester der Church of England und als sog. „Priest-in-Charge“ als Gemeindepfarrer für zwei Kirchengemeinden in der City of London verantwortlich. Zu ihren Hobbys gehört Wandern; sie gibt an, eine Schwäche für Schokolade zu haben.